# Ндонга
Ндонга, або ндунга (ндонга: oshindonga), — мова групи банту, поширена на півночі Намібії і півдні Анголи серед народу овамбо (Уамбо).
Мова ндонга є по суті стандартизованим діалектом мови овамбо (ошівамбо), досить близька мовам кваньяма (Ethnologue говорить про «часткову взаємозрозумілість»).
За класифікацією Гасрі належить до зони R і кодується як R22 (коди від R20 до R29 відповідають ошівамбо в цілому).
Ошівамбо — найпоширеніша рідна мова в Намібії (згідно з переписом 2001 року, нею говорить вдома 49 % населення країни), а ндонга, згідно з Ethnologue, найбільший діалект цієї мови за кількістю носіїв.
Ндонга володіє типовим для мов банту аглютинативним ладом, розвиненою системою іменних класів.
Як і в багатьох інших мовах банту західної зони, префікси іменних класів ндонга мають аугмент у вигляді додаткового голосного: в ндонга це майже завжди o (у V класі — e), як і в інших близькоспоріднених мовах, включаючи гереро.